# سیلوپی
سیلوپی (به ترکی استانبولی: Silopi، به کردی: Silopiya) شهری است کردنشین در کشور ترکیه که در استان شرناق واقع شده‌است. جمعیت این شهر بر اساس سرشماری سال ۲۰۰۸ میلادی ۷۳٬۶۰۳ نفر و بر اساس برآوردهای سال ۲۰۰۹ میلادی ۷۳٬۴۰۰ نفر می‌باشد.

## حکومت نظامی
حکومت ترکیه از روز ۱۴ دسامبر ۲۰۱۵ شهر سیلوپی را تحت حکومت نظامی قرار داده‌است. از ۱۴ دسامبر ۲۰۱۵ تا ۴ ژانویهٔ ۲۰۱۶ بنا بر گزارش حزب دموکراتیک خلق‌ها (هـ.د.پ) ۲۰ نفر در این شهر کشته‌شده‌اند. بنا بر همین گزارش از ژوئیهٔ ۲۰۱۵، در شهر سیلوپی ۳۴ نفر کشته‌شده‌است.